# Susanne Wolff
Susanne Wolff (Bielefeld, 1º maggio 1973) è un'attrice tedesca.
Nota in patria per la carriera teatrale e l'intensa attività televisiva, si è fatta conoscere anche al pubblico cinematografico internazionale in film quali I tre moschettieri, Styx e Io & Sissi.

## Biografia
È nata a Bielefeld, nella Renania Settentrionale-Vestfalia, figlia di una casalinga e di un rappresentante, ultima di tre fratelli. Dopo il diploma e un inizio alla facoltà di Filosofia, fra il 1994 e il 1998 ha studiato alla “Scuola superiore di musica, teatro e media” di Hannover. È poi è entrata a far parte del Teatro stabile “Talia” di Amburgo, dove ha lavorato fino al 2009, quando passò al prestigioso Deutsches di Berlino, per restarvi fino al 2016. 
In quell'anno ha debuttato nella regia teatrale a Francoforte con l'allestimento Shoot/Get Treasure/Repeat, dove il dramma omonimo del britannico Mark Ravenhill si fonde con Il fabbricante di gattini di Rainer Werner Fassbinder.
Susanne Wolff vive a Berlino.

## Carriera
A teatro è stata diretta dai principali registi tedeschi, interpretando grandi ruoli della drammaturgia internazionale, moderna e classica: da Nora in Casa di bambola a Hedda Gabler nel dramma omonimo, da Penthesilea a Maria Stuarda, dalla Olivia di A piacer vostro a Lady Macbeth e Olga in Tre sorelle fra gli altri.
Dal 2003, accanto all'attività teatrale ha iniziato a lavorare in modo regolare anche per la televisione e il cinema.
In Italia ha preso parte al film Tatanka, di Giuseppe Gagliardi. 
Ha ricevuto vari riconoscimenti per le sue interpretazioni sia teatrali sia televisive e cinematografiche: fra queste ultime, il premio al Festival cinematografico di Monaco per i ruoli in Lo straniero che è in me e The Happy Ones, il premio come miglior attrice al Festival internazionale del cinema di San Paolo in Brasile per Lo straniero che è in me; diversi i riconoscimenti per il film Styx nella stagione 2018-2019: il premio “Lola” (l'Oscar tedesco, Deutscher Filmpreis) quale miglior attrice protagonista, poi l'"Angela Award" del Subtitle, il Festival irlandese di film europei, il “Metropolis” a Monaco di Baviera, il “Günter Rohrbach” a Neunkirchen, quello al Festival del film della Valletta a Malta e l'"Heiner-Carow" della Berlinale.

## Filmografia
- 2004 Swinger Club, regia di Jan Georg Schütte
- 2005 Vineta, regia di Franziska Stünkel
- 2006 Bis zum Ellenbogen, regia di Justus von Dohnanyi
- 2007 Die Glücklichen, regia di Jan Georg Schütte
- 2007 Das Fremde in mir, regia di Emily Atef
- 2010 Tatanka Skatenato, regia di Giuseppe Gagliardi
- 2010 I tre Moschettieri, regia di Paul W. S. Anderson
- 2010 Das Fenster zum Sommer, regia di Hendrik Handloegten
- 2011 Leg ihn um, regia di Jan Schütte
- 2012 Über-Ich und du, regia di Benjamin Heisenberg
- 2015 Die Couch (cortom.), regia di Joe Paul Kienast
- 2016 Rückkehr nach Montauk, regia di Volker Schlöndorff
- 2016 Styx, regia di Wolfgang Fischer
- 2017 Gut gemeint (cortom.), regia di Moritz Jahn
- 2018 Bloody Marie, regia di Guido van Driel
- 2019 Geborgtes Weiß, regia di Sebastian Ko
- 2021 Schwester.von, regia di Jim Rakete
- 2021 Maret, regia di Laura Schroeder
- 2021 Almost Home (cortom.), regia di Nils Keller
- 2021 Io & Sissi, regia di Frauke Finsterwalder
- 2022 When We Lost To The Germans, regia di Guido van Driel
- 2022 Milchzähne, regia di Sophia Bösch
- 2023 Missing Link, regia di Michael Baumann
- 2023 Anna ist, regia di Rosanne Pel
- 2023 The Girl From Köln, regia di Ido Fluk

## Riconoscimenti
- 1999 - Boy-Gobert-Premio
- 2003 - 3sat-Premio per il ruolo di Nora in Nora
- 2006 - Rolf Mares-Premio per il ruolo di Penthesilea in Penthesilea
- 2008 - Premio Förder deutscher Film miglior attrice per Das Fremde in mir e Die Glücklichen
- 2008 - Sao Paolo International Filmfestival miglior attrice per Das Fremde in mir (Lo straniero che è in me)
- 2013 - Deutscher Fernseh Premio miglior attrice per Mobbing
- 2016 - Quotenmeter-Fernseh Premio miglior attrice per Morgen hör ich auf
- 2017 - Lebanon International Short Films Festival miglior attrice per Die Couch
- 2018 - Premio Heiner-Carow per il film Styx
- 2018 - Valletta Film Festival miglior attrice per Styx
- 2018 - Premio Günter Rohrbach Film miglior attrice per Styx
- 2018 - Premio Metropolis miglior interpretazione per Styx
- 2018 - Angela Award - SUBTITLE European Film Festival, Ireland miglior attrice per Styx
- 2019 - Premio Deutscher Film miglior protagonista femminile per Styx
- 2022 - Nominierung DER FAUST miglior attrice per Schwester.von
- 2022 - Premio Friedrich-Luft per Berlau :: Königreich der Geister
- 2022 - Student Academy Award (oro) dell'A.M.P.A.S. per il film Almost home dell'HFF di Monaco di Baviera
- 2023 - Premio Nestroy - Der Wiener Theater per Angabe der Person